# Hasting Lionel Ismay
Sir Hasting Lionel Baron Ismay of Wormington, britanski general, * 21. junij 1887, † 17. december 1965.